# کنگو (ویرجینیای غربی)
کنگو (به انگلیسی: Congo) یک منطقهٔ مسکونی در ایالات متحده آمریکا است که در شهرستان هنکاک، ویرجینیای غربی واقع شده‌است.